# Morawica (gmina)
La gmina de Morawica est une commune rurale de la voïvodie de Sainte-Croix et du powiat de Kielce. Elle s'étend sur 140,45 km2 et comptait 13 380 habitants en 2006. Son siège est le village de Morawica qui se situe à environ 16 kilomètres au sud de Kielce.

## Villages
La gmina de Morawica comprend les villages et localités de Bieleckie Młyny, Bilcza, Brudzów, Brzeziny, Chałupki, Chmielowice, Dębska Wola, Drochów Dolny, Drochów Górny, Dyminy-Granice, Kawczyn, Kuby-Młyny, Łabędziów, Lisów, Morawica, Nida, Obice, Piaseczna Górka, Podwole, Radomice Drugie, Radomice Pierwsze, Wola Morawicka, Zaborze et Zbrza.

## Villes et gminy voisines
La gmina de Morawica est voisine de la ville de Kielce et des gminy de Chęciny, Chmielnik, Daleszyce, Kije, Pierzchnica, Sitkówka-Nowiny et Sobków.